# Главска
Главска је насељено мјесто у Босни и Херцеговини у Општини Равно које административно припада Федерацији Босне и Херцеговине. Према попису становништва из 1991. у насељу је живјело 44 становника.

## Становништво
| Националност       | 1991. | 1981. | 1971. | 1961. |
| Срби               | 44    | 72    | 94    | 120   |
| остали и непознато |       | 1     | 1     |       |
| Укупно             | 44    | 73    | 95    | 120   |

| Демографија | Демографија | Демографија |
| Година      | Становника  | Становника  |
| ----------- | ----------- | ----------- |
| 1961.       | 120         |             |
| 1971.       | 95          |             |
| 1981.       | 73          |             |
| 1991.       | 44          |             |